# The Sage Gateshead
El Sage Gateshead es una sala de conciertos y un centro de educación musical ubicado en Gateshead, en la orilla sur del río Tyne, al nordeste de Inglaterra. Fue inaugurado en 2004 y está gestionado por el North Music Trust.
Este centro forma parte del Gateshead Quays, que también incluye el Centro de Arte Contemporáneo Baltic y el Puente del Milenio de Gateshead.

## Origen
El Sage Gateshead es uno de los grandes espacios culturales del Reino Unido, además de uno de los auditorios con mayor prestigio internacional. Se trata de un diseño de cristal curvado y acero inoxidable creado por Foster and Partners (estudio de arquitectura), Buro Happold (ingeniería estructural), Mott MacDonald (ingeniería) y Arup (acústica). El nuevo espacio comenzó a diseñarse a principios de los 90 después de intensas consultas con el público y los músicos, ante la falta de espacios para la celebración de eventos musicales en el norte de Inglaterra. El coste del proyecto se elevó a 70 millones de libras, subvencionadas en parte por la Lotería Nacional y por donaciones privadas entre las que destaca la realizada por el grupo empresarial SAGE, que da nombre al complejo.

## El edificio
El edificio contiene tres auditorios independientes de distintos tamaños y características acústicas, así como diversas instalaciones para la Regional Music School y la orquesta Northern Sinfonia. El auditorio de mayores dimensiones es una sala de conciertos de 1.650 localidades, con una acústica de última generación diseñada según el modelo tradicional de caja de zapatos pero que cuenta con sofisticados paneles móviles en el techo y las paredes que pueden modificar la acústica para adaptarse al tipo de evento que se realice. La segunda sala es más pequeña e íntima, y puede amoldarse a actuaciones de folk, jazz o música de cámara, con capacidad para un máximo de 400 personas. El tercer espacio, llamado Northern Rock Foundation Hall, está destinado a los ensayos de la orquesta Northern Sinfonia y como sala principal de la escuela de música que cuenta además con 26 aulas de diferentes tamaños.

## Premios
- Civic Trust Award
- LABC Built-in Quality Awards – Best Public/Community Project,
- LABC Built-in Quality Awards – Best Access/Disability Regulations Innovation
- The Journal North East Landmark of the Year Award
- The Journal Landmark Public Sector Award
- The Wood Awards – Winner Commercial & Public Access category
- Roses Design Award for Best Public Building
- RIBA Inclusive Design Award
- British Construction Industry Local Authority Award
- Retail & Leisure Property Awards – Best Public Sector-funded Leisure Development,
- RIBA Award
- Construction Excellence North East Award – Mobile Acoustic Ceiling Panels at
- ICE North Robert Stephenson Award for Concept and Design